# TOPtrendy 2006
IV Sopot TOPtrendy Festiwal odbył się w dniach od 14 do 16 lipca 2006.

## Koncert TOP
Koncert TOP odbył się 14 lipca. Udział w nim wzięli artyści, którzy sprzedali najwięcej płyt w okresie lipiec 2004 – grudzień 2005. Koncert poprowadzili Reni Jusis i Maciej Dowbor.
Podczas koncertu wystąpił także gość specjalny – zespół Papa Dance.
Klasyfikacja TOP 10:
1. Kombii (C.D. ) – zapowiedziany przez Włodzimierza i Macieja Zientarskich,
2. Krzysztof Kiljański (In The Room) – zapowiedziany przez wróżkę Aidę, otrzymał platynową płytę,
3. Beata Kozidrak (Teraz płynę) – zapowiedziana przez Wojciecha Brzozowskiego,
4. Monika Brodka (Album) – zapowiedziana przez Jacka Cygana,
5. Lipnicka & Porter (Inside Story) – zapowiedziani przez Kevina Aistona,
6. Mandaryna (mandaryna.com2me – Mandarynkowy Sen) – zapowiedziana przez Macieja Kuronia,
7. Anna Maria Jopek (Niebo) – nieobecna na koncercie,
8. Doda i Virgin (Ficca) – zapowiedziana przez prof. Zbigniewa Lwa-Starowicza, otrzymała podwójną platynową płytę,
9. Hey (Echosystem) – zapowiedziany przez Sebastiana Karpiela-Bułeckę z Zakopower,
10. Sistars (A.E.I.O.U.) – zapowiedziany przez braci Wojtka i Piotra Cugowskich.

W konkursie smsowym na bis zwyciężyła Doda.

## Koncert Trendy
Koncert Trendy odbył się 15 lipca. Był on poświęcony najnowszym i najciekawszym wykonawcom ostatniego roku. Koncert poprowadzili Krystyna Czubówna, Michał Koterski oraz Tomasz Jachimek (zastąpił Kubę Wojewódzkiego, który nie mógł wystąpić z powodów osobistych).

### Eliminacje do koncertu Trendy
Stowarzyszenie Menadżerów Artystów Polskich wybrało 26 wykonawców biorących udział w eliminacjach:
1. Ania Szarmach
2. Azyl
3. B.E.T.H.
4. DNA/GAL
5. Indigo
6. Inside
7. Isa
8. Kabri
9. Karolina Glazer
10. Kasia Moś
11. Kombajn do Zbierania Kur po Wioskach
12. Kula
13. Kultura de Natura
14. Lady Tullo
15. Lidia Kopania
16. Maria Peszek
17. Marika
18. Mollęda
19. Monika Malec
20. Monika Urlik
21. Paweł Kowalczyk
22. Peter Gun
23. Plastic
24. Skangur
25. SOFA
26. Why Not feat. Monika Jarosińska

Do występu na żywo wybrano 9 spośród 26 wyselekcjonowanych wcześniej wykonawców:
1. Ania Szarmach
2. B.E.T.H
3. DNA/GAL
4. Kombajn do Zbierania Kur po Wioskach
5. Lidia Kopania
6. Maria Peszek
7. Marika
8. Monika Urlik
9. SOFA

W koncercie wystąpili także wokaliści zawsze trendy: grupa Bolter, Andrzej Dąbrowski, Sława Przybylska, Halina Kunicka, Edward Hulewicz, zespół Maanam i Bajm.
Zwycięzcą koncertu Trendy została Lidia Kopania. Drugie miejsce zajęła Ania Szarmach, a na trzecim miejscu sklasyfikował się duet DNA/GAL.
Rozdano także Nagrody Specjalne:
- Jacek Cygan – za 30. lecie pracy twórczej,
- Ania Szarmach – od internautów,
- Monika Urlik – od prezydenta miasta Sopot.

## Artyści na rzecz Varius Manx
Koncert charytatywny, z którego dochód został przeznaczony na pomoc poszkodowanym w wypadku samochodowym członkom zespołu Varius Manx. Odbył się 16 lipca w Operze Leśnej. Na koncercie wystąpili: Kasia Kowalska, Maanam, Kasia Stankiewicz, Anita Lipnicka, Kuba Badach, Piasek, Sistars, Blue Café, Monika Brodka, Tomek Makowiecki, Mandaryna, Gosia Da Luxe. Koncert poprowadzili Krzysztof Ibisz i Katarzyna Cichopek.

## Kabareton
Podczas festiwalu TOPtrendy 2006 odbyła się III Noc Kabaretowa. Udział w niej wzięli: Jerzy Kryszak, Grzegorz Halama, Ireneusz Krosny, Kabaret Ani Mru Mru, Kabaret Moralnego Niepokoju, Koń Polski, Krzysztof Piasecki, Kabaret Elita, Kabaret Rak, Kabaret  Łowcy.B, Kabaret Długi, Kabaret Szum, Jakub Dobosz, Kabaret Skeczów Męczących, Kabaret Młodych Panów.
Kabareton poprowadzili Olaf Lubaszenko i Stefan Friedmann.